# Harmonogramowanie wzmocnienia
Harmonogramowanie wzmocnienia – w teorii sterowania podejście do sterowania układami nieliniowymi, w którym używa się kilku regulatorów, z których każdy zapewnia satysfakcjonujące sterowanie dla różnych punktów pracy układu.
Jedna lub więcej zmiennych obserwowalnych, zwanych zmiennymi harmonogramowania, określa w jakim zakresie pracy obecnie znajduje się układ i załącza odpowiedni regulator liniowy. Na przykład w samolocie, wysokość i liczba Macha mogą stanowić zmienne harmonogramowania, z różnymi dostępnymi parametrami regulatorów liniowych (i automatycznie załączanymi do regulatora) dla różnych kombinacji tych zmiennych. 
Jest to jedna z najprostszych i najbardziej intuicyjnych metod sterowania adaptacyjnego. 